# Клеротеріон

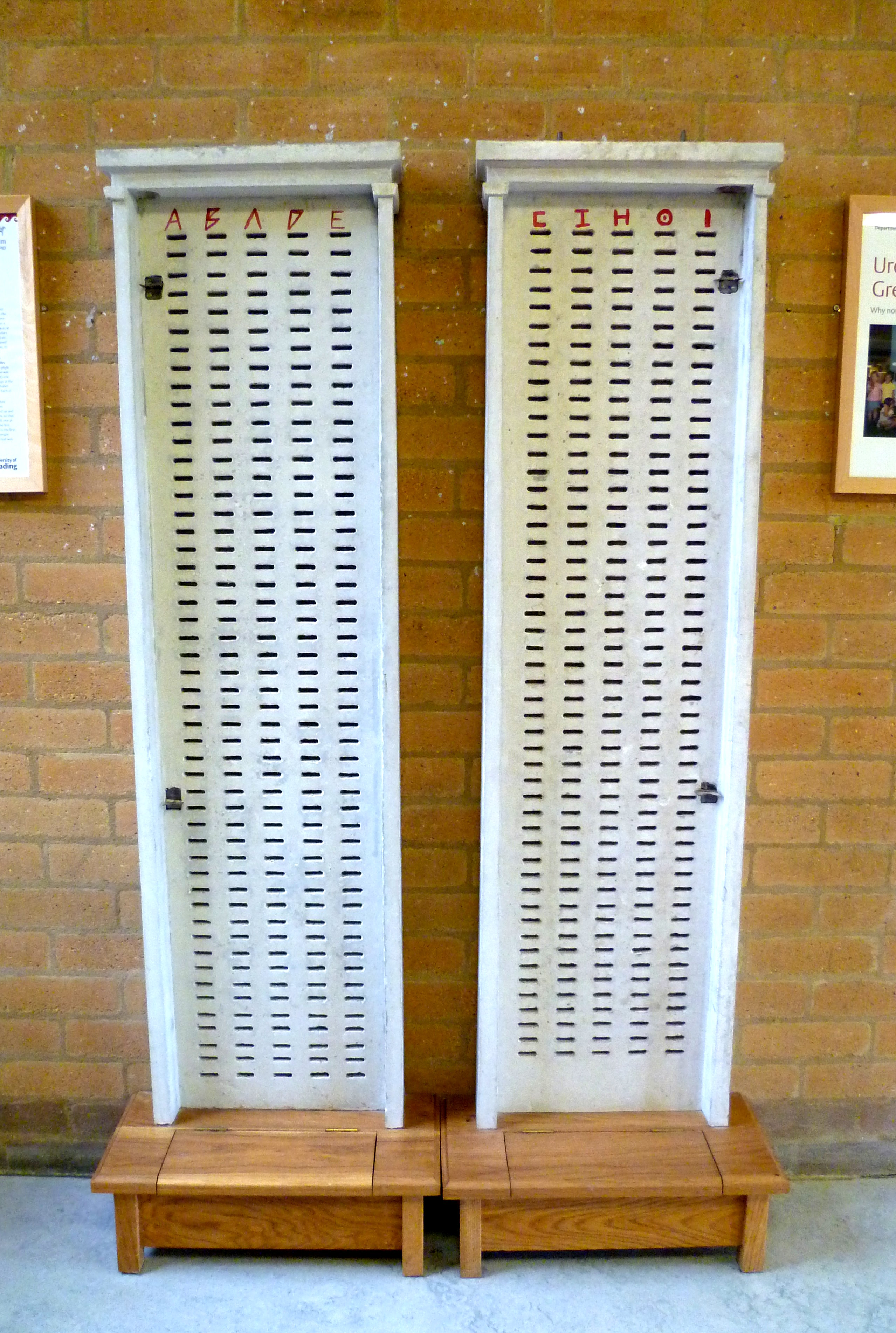
Реконструйований клеротеріон

Клеротеріон (грец. κληρωτήριον) — це пристрій жеребкування, що використовувався в афінському полісі в період демократії для відбору громадян у буле, на більшість державних посад, в номотети та присяжні засідателі.
За конструкцією виглядав як мармурова брила каменю з отворами в передній частині, що відповідають розміру жетона судді. Позаду конструкції була висока вертикальна труба, в яку висипали чорні та білі бронзові кубики. Ці кубики випадали в випадковому порядку, кожен відповідав п'ятьом іменним жетонам кандидатів від кожної філи.

## Застосування
Клеротеріоном керували громадяни Афін, які вставляли жетони спереду в отвори, і архонти, які витягували кубики ззаду. Жетони громадян розташовувалися випадковим чином, щоб уникнути зловживань. Плита мала 5 стовпчиків отворів, які відповідали філам Афін. До труби засипали перемішані білі та чорні кубики. Знизу труби були отвори, куди вставлялися два цвяхи на такій відстані, щоб між ними поміщався один кубик. Архонт витягував верхній цвях, потім повертав його на місце і витягував нижній. Таким чином з труби міг випасти лише один кубик. Якщо кубик був білим, то свої посади отримували володарі перших п'яти жетонів згори; ці жетони виймалися, глашатай називав імена. Якщо ж випадав чорний кубик, кандидати отримували назад свої жетони та вирушали додому. З розіграшем останнього білого кубика, який означав, що необхідної кількості посад від конкретної філи досягнуто, процедура добігла кінця. Коли всі філи завершили жеребкування, список посад було закрито, а ящики з іменами призначених громадян, які брали участь у жеребкуванні, доставлялися слугами до відповідних трибун.
Використання клеротеріона уможливило неупереджений, випадковий вибір посад.

## Історія
До 403 до н. е. суди публікували розклад та кількість дикастів необхідних на день. Громадяни, які бажають стати дикастами, вишиковувалися в чергу біля входу до суду на початку судового дня. Спочатку процедура була заснована на принципі «перший прийшов — перший подав». Починаючи з 403 року до н. е., афінське судочинство зазнало ряду реформ, і з 370 року до н. е. у ньому стали використовувати клеротеріон.